# 夢東方
夢東方集團有限公司（港交所：0593）。2017年8月3日，天洋國際已更名為“夢東方集團有限公司”，主要從事文化旅遊、地產開發及其他業務。 其官方網站更改為www.dreameast.com （页面存档备份，存于）
2016年12月8日，夢東方集團(前稱“天洋國際”)以1.52億港元收購於中國蘇州之一幅土地之土地使用權，總地盤面積25,706.6平方米，將用以發展夢東方夢幻蘇州項目一期。 
2016年12月13日，夢東方集團(前稱“天洋國際”)以7,300萬港元收購位於中國浙江省嘉興市嘉善縣一幅地盤面積為69,992平方米之商業用地，擬發展夢東方夢幻嘉善一期。
2017年7月4日，夢東方集團(前稱“天洋國際”)以1.5億港元收購位於中國湖南省衡南市衡陽縣一副地盤面積為329,445平方米之土地，擬發展衡陽夢東方旅遊度假區項目一期。
2017年8月11日，夢東方集團之嘉善項目與衡陽項目開工奠基，標誌著夢東方旅遊度假區業務取得了實質性進展。
2017年10月10日，夢東方集團以600萬元人民幣向母公司(主席周政持80%權益)收購未來世界航天主題樂園，以進一步擴展集團的文化娛樂業務。公司並宣布，間接全資附屬三河夢東方出售北京天洋蜂巢科技有限公司的92%股權，代價為約3,110萬元。緊隨收購協議訂立後，夢東方未來世界作為承租方，訂立航天主題樂園租賃協議，擬向周政間接擁有80%權益的天洋房地產租賃物業。該物業位於河北省三河市，物業面積約1.6萬平方米。
2017年11月3日，夢東方集團以2.7億港元收購位於中國浙江省嘉興市嘉善縣一副地盤面積為24萬平方米之土地，擬發展夢東方夢幻嘉善項目二期。
2017年11月30日，夢東方集團獲納入MSCI香港微型股指數 

## 外部連結
- 夢東方集團有限公司官方網站 （页面存档备份，存于）